# Luteostriata ceciliae
Luteostriata abundans ist eine Art brasilianischer Landplanarien aus der Unterfamilie Geoplaninae.

## Merkmale
Luteostriata ceciliae ist eine kleine bis mittelgroße Landplanarie, die beim Kriechen eine Länge von bis zu 63 Millimetern erreicht. Die Rückenfärbung ist hellgelb mit fünf dunklen Längsstreifen; einem Mittelstreifen, zwei Nebenmittelstreifen und zwei Seitenstreifen. Der Mittelstreifen ist der dünnste und am dunkelsten gefärbte, die anderen Streifen sind breiter und weniger gut abgegrenzt, da sie sich aus Pigmentpunkten bilden, die keine kontinuierliche Linie bilden. Zwischen den Nebenmittelstreifen und Seitenstreifen befinden sich isolierte dunkle Pigmentpunkte. Am Vorderende ist die Planarie orange gefärbt. Die Bauchseite zeigt eine gelblich-weiße Färbung.
Die vielen kleinen Augen befinden sich entlang des gesamten Körpers. Auf den ersten Millimetern sind sie als Reihe entlang der Körperränder angeordnet, dahinter verteilen sie sich auf die Rückenseite bis hin zu den Seitenstreifen.

## Verbreitung
Das einzige bekannte Verbreitungsgebiet von L. ceciliae ist der Nationalforst Floresta Nacional de São Francisco de Paula im südlichen Brasilien.